# Scott Franklin
Clifford Scott Franklin (Thomaston, Georgia; 23 de agosto de 1965) es un político y empresario estadounidense que se desempeña como representante de los Estados Unidos por el 15.° distrito congresional de Florida desde 2021.

## Biografía

### Primeros años y educación
Nació en Thomaston, Georgia, y se crio en Lakeland, Florida. En 1986, se graduó de la Academia Naval de los Estados Unidos y posteriormente de la Universidad Aeronáutica Embry-Riddle, en donde obtuvo su MBA. Además, asistió a la Escuela de Comando y Estado Mayor Aéreo, en Montgomery, Alabama.

### Carrera
Durante su servicio en la Armada, realizó diferentes despliegues en el Mar Mediterráneo, el Golfo Pérsico y el Atlántico Norte como aviador naval, así como también en operaciones de combate en Bosnia y Kosovo.

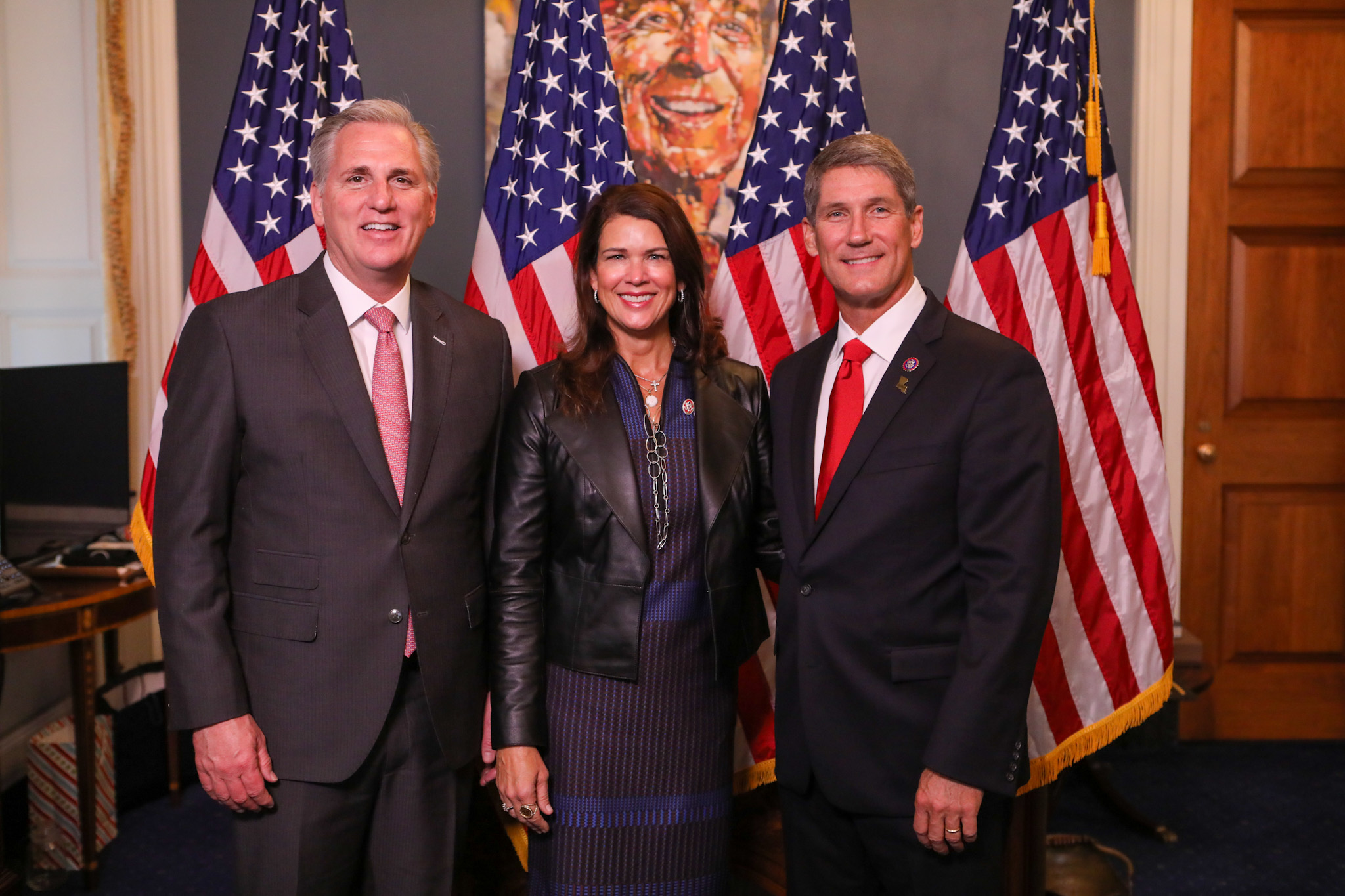
Franklin con su esposa Amy, y el líder republicano Kevin McCarthy.

En el ámbito privado, fue presidente y director ejecutivo de Lanier Upshaw, una empresa que en 2020, se fusionó con BKS Partners.
En 2017, fue elegido para formar parte de la comisión de la ciudad de Lakeland, cargo que empezaría a ocupar en 2018.
Desde 2021, representa al 15.° distrito congresional de Florida en la Cámara de Representantes de los Estados Unidos, el distrito abarca los condados de Indian River, Osceola y Polk. Consiguió la nominación republicana tras derrotar al entonces representante en ejercicio Ross Spano, ganando más tarde la elección general en noviembre de 2020, ante el demócrata Alan Cohn.

### Vida personal
Está casado con Amy, y juntos tienen 3 hijos. Asiste activamente en la Primera Iglesia Presbiteriana de Lakeland.